# Secretaria Municipal de Mobilidade e Transportes de São Paulo
| Secretaria Municipal de Mobilidade e Transportes |                                 |
| Rua Barão de Itapetininga, 18 - São Paulo, SP    |                                 |
| Criação                                          | 30 de outubro de 1967 (57 anos) |
| Atual secretário                                 | Edson Caram                     |
| Orçamento                                        | R$ 2.882.958.011,00 (2018)      |

A Secretaria Municipal de Mobilidade e Transportes é responsável por gerir e planejar as políticas municipais de mobilidade urbana em São Paulo. Atualmente está sob o comando da arquiteta e urbanista Elizabeth França.

## Lista de Secretários
| Nome                                        | Data Início | Data Término | Prefeito em Exercício                    |
| ------------------------------------------- | ----------- | ------------ | ---------------------------------------- |
| Ten. Cel. Av. Luis Carlos dos Santos Vieira | 30/10/1967  | 08/04/1969   | Faria Lima                               |
| Cel. Renato Guimarães                       | 08/04/1969  | 07/04/1971   | Paulo Maluf                              |
| Ión de Freitas                              | 08/04/1971  | 29/08/1973   | Figueiredo Ferraz                        |
| Mário Alves Melo                            | 30/08/1973  | 15/04/1975   | Miguel Colasuonno                        |
| Olavo Guimarães Cupertino                   | 16/04/1975  | 12/07/1979   | Miguel Colasuonno Olavo Setúbal          |
| Lauro Rodrigues Rios                        | 13/07/1979  | 27/05/1981   | Reinaldo de Barros                       |
| Antônio Sampaio                             | 28/05/1981  | 02/08/1982   | Reinaldo de Barros Antônio Salim Curiati |
| Jesus Adib Abi Chedid                       | 03/08/1982  | 15/03/1983   | Antônio Salim Curiati                    |
| Getúlio Hanashiro                           | 16/03/1983  | 31/12/1985   | Mário Covas                              |
| Roberto Scaringela                          | 01/01/1986  | 14/08/1987   | Jânio Quadros                            |
| Francisco Antônio Coutinho                  | 15/05/1987  | 29/01/1988   | Jânio Quadros                            |
| Luiz Faro                                   | 30/01/1988  | 22/02/1988   | Jânio Quadros                            |
| Paulo Roberto Vieira                        | 23/02/1988  | 08/03/1988   | Jânio Quadros                            |
| Geraldo de Arruda Penteado                  | 09/03/1988  | 31/12/1988   | Jânio Quadros                            |
| Tereza Cristina Lajolo                      | 01/01/1989  | 19/09/1989   | Luiza Erundina                           |
| Adhemar Gianini                             | 19/09/1989  | 17/08/1990   | Luiza Erundina                           |
| Lúcio Gregori                               | 29/01/1991  | 01/01/1993   | Luiza Erundina                           |
| Getúlio Hanashiro                           | 01/01/1993  | 31/03/1994   | Paulo Maluf                              |
| Walter Coronado Antunes                     | 31/03/1994  | 10/03/1995   | Paulo Maluf                              |
| Carlos de Souza Toledo                      | 10/03/1995  | 26/11/1998   | Paulo Maluf Celso Pitta                  |
| Getúlio Hanashiro                           | 26/11/1998  | 27/05/2000   | Celso Pitta                              |
| Emílio Augusto Julianelli                   | 31/05/2000  | 15/06/2000   | Celso Pitta                              |
| Getúlio Hanashiro                           | 15/06/2000  | 01/01/2001   | Celso Pitta                              |
| Carlos Zarattini                            | 01/01/2001  | 19/11/2002   | Marta Suplicy                            |
| Jilmar Tatto                                | 03/01/2003  | 01/06/2004   | Marta Suplicy                            |
| Gerson Bittencourt                          | 02/06/2004  | 04/11/2004   | Marta Suplicy                            |
| Jilmar Tatto                                | 04/11/2004  | 01/01/2005   | Marta Suplicy                            |
| Frederico Bussinger                         | 01/01/2005  | 16/08/2007   | José Serra Gilberto Kassab               |
| Alexandre de Moraes                         | 17/08/2007  | 10/06/2010   | Gilberto Kassab                          |
| Marcelo Cardinale Branco                    | 11/06/2010  | 31/12/2012   | Gilberto Kassab                          |
| Jilmar Tatto                                | 01/01/2013  | 31/12/2016   | Fernando Haddad                          |
| Sérgio Henrique Passos Avelleda             | 01/01/2017  | 07/04/2018   | João Doria                               |
| João Octaviano Machado Neto                 | 09/04/2018  | 31/12/2018   | Bruno Covas                              |
| Edson Caram                                 | 01/01/2019  | 19/06/2020   | Bruno Covas                              |
| Elizabeth França                            | 19/06/2020  | Atualmente   | Bruno Covas                              |

## Orgãos vinculados

### Empresas
- Companhia de Engenharia de Tráfego (CET)
- São Paulo Transporte (SPTrans)

### Departamentos
- Departamento de Transportes Público (DTP)
- Departamento de Operações do Sistema Viário (DSV)
- Departamento de Administração de Finanças (DAF)